# Ignacy Krasicki
Ignacy Błażej Franciszek Krasicki (Dubiecko, 3. veljače 1735. – Berlin, 14. ožujka 1801.), poljski književnik 
Bio je biskup. Pod utjecajem Rousseaua i Voltairea šibao je satirom poljske sabore, sudove, gizdeline. Roman "Dogodovštine Nikolaja Doswiadczynskoga" ubrzo je preveden na francuski i njemački. U šaljivom epu "Monachomachia" ruga se redovnicima, a u "Mišijadi" parodira junački ep. Najoštrija su mu djela protiv pijanstva i pomodarstva. Sastavio je 1781. prvu poljsku enciklopediju u dva sveska.